# Cratypedes
Cratypedes är ett släkte av insekter. Cratypedes ingår i familjen gräshoppor.
Kladogram enligt Catalogue of Life:
| Cratypedes | \| \| Cratypedes lateritius \| \| \| \| \| \| Cratypedes neglectus \| \| \| \| |
|            | \| \| Cratypedes lateritius \| \| \| \| \| \| Cratypedes neglectus \| \| \| \| |
|            | Cratypedes lateritius                                                          |
|            |                                                                                |
|            | Cratypedes neglectus                                                           |
|            |                                                                                |

## Bildgalleri

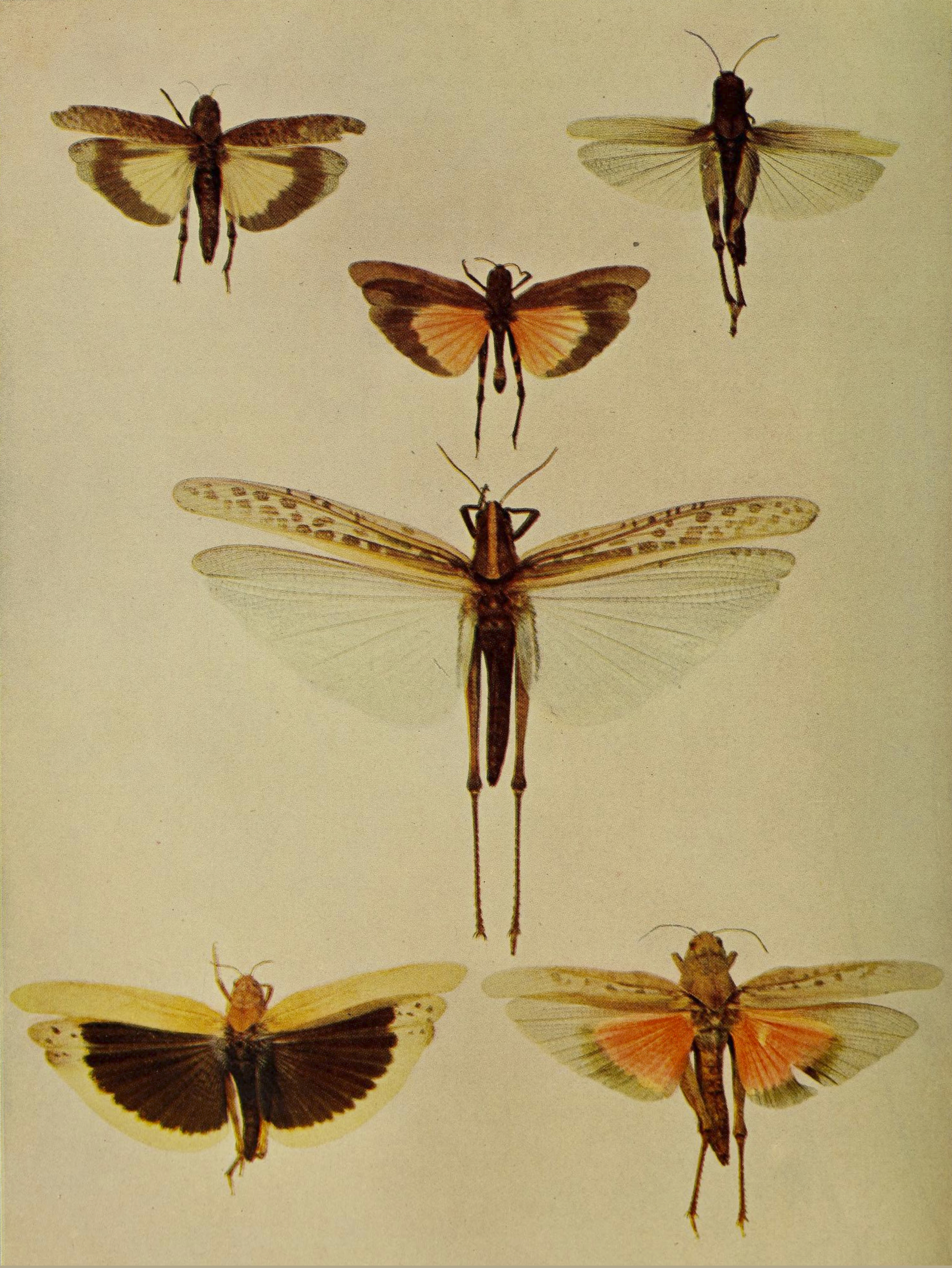